# La Fábrica (banda)
La Fábrica es una banda de rock electrónica pop de Cali, Colombia. Fundada en el año 2000. Sus integrantes son Pin (Voz principal), Polit (Bajo), J.P (Guitarras y programación) y JanKebo (Teclados). Han participado en concursos internacionales tales como: Road trip to Las Vegas (Levi's), del cual fueron ganadores con su canción "My heart is in Las Vegas" y Diesel: U:Music (Diesel), en el cual llegaron al lugar de semifinalistas en un total de 8000 participantes y siendo los únicos latinoamericanos en el género de "Electrónica" con su canción "Mechanical Queen", versión del sencillo "Queen of Wonderland". Con su trabajo independiente "Enjoy the Umbra"(2002), llegaron a ser escuchados EE. UU. y Europa, y a ser mencionados en revistas como "Rolling Stone LA" y "Shock" (Colombia).

## Historia

### 2000-2004
En el año 2000 con la canción Enjoy the Umbra se comienza la promoción del primer trabajo registrado en CD por el grupo: "approach to", en el cual se incluyen cinco canciones. El primer concierto se realiza en el bar y galería "El Diván" de la ciudad de Cali, el 14 de julio del año 2000.

### 2001
En el mes de marzo del año 2001, La Fábrica se desplaza a la ciudad de Popayán (Cauca) para mostrar su música gracias a una invitación de Radio Universidad del Cauca. Para esta fecha se realiza un segundo trabajo titulado: "Close to..."
Para noviembre y diciembre del año 2001, gracias a una invitación de la emisora caleña La X 96.5, la banda tiene la oportunidad de participar con su canción Moon en el concurso "Mejor disco dance de la Feria de Cali 2001", logrando el segundo puesto.

### 2002
Para enero y febrero del año 2002, La Fábrica resulta finalista en el compilado "Se Busca" realizado por Universal Music con las canciones: Matter Machine y Binary Code.
En noviembre de 2002 La Fábrica asiste al 8º Festival Rock al Parque (Bogotá) en calidad de Banda Invitada Nacional.

### 2003
La Fábrica se dedica a producir su primer disco larga duración: “enjoy the Umbra”. El 12 de septiembre de 2003 es presentado en el Centro cultural de Cali, con la colaboración de la Alcaldía de Cali y el cuarteto de cuerdas Violeta. En octubre, La Fábrica es invitada a tocar en FIBRA (Fiesta Internacional Bogotana de Rock Alternativo), evento paralelo realizado en el marco del 9º Festival Rock al Parque (Bogotá).
El 28 de diciembre junto a Superlitio, La Espiral y Sexydeath, La Fábrica se presenta en “Electronic Music Festival” en el marco de la Feria de Cali.

### 2004
En el mes de febrero el productor caleño Gabriel Koe realiza la mezcla de “Runaway”. En mayo La Fábrica aparece en el especial de moda de la revista Rolling Stone Colombia. Para el mes de agosto La Fábrica es nominada a los premios Shock en la categoría de mejor grupo electrónico y a los premios Tricolrock con la canción “Runaway”. 

### 2005
En enero, el video "enjoy the umbra" es nominado a los Video Premios Mucha Música en las categorías "Video del Público" y "Video Circo Eléctrico". En el mes de febrero La Fábrica es invitada a participar en el “Electrorock Live – Act Festival 2005” en la ciudad de Popayán – Colombia.
En el mes de junio la banda participa de la celebración de aniversario del canal “MV Channel” y se presenta junto con bandas de todo el país. En el mes de julio la banda se presenta en el Festival “Haz de Corazón” organizado por la Secretaría de Cultura de la ciudad de Cali.
En septiembre La Fábrica participa en el concurso “Road trip to Las Vegas – Levi´s Tour 2005” resultando ganador con la canción “My Heart is in Las Vegas”. La canción “Break the Cage” aparece en el mes de diciembre en el compilado nacional Colombia Lounge de Discos Fuentes.

### 2006
En el mes de abril es presentada la canción Queen of Wonderland la cual es el primer sencillo promocional del nuevo álbum de la banda. En junio la banda preclasifica por Colombia a los Diesel-U-Music Awards 2006, quedando preseleccionada junto con otros 53 artistas de varios países entre 8000 canciones presentadas por agrupaciones de todo el mundo.
En agosto es nominada por segunda vez a los Premios Shock de la Música en la categoría de “mejor agrupación / artista electrónico”. En octubre es invitada al Electrorock Live-Act Festival 2006 www.elafestival.com

### 2007
En el mes de abril se hace el lanzamiento en MySpace.com del sencillo Don´t give up (single versión). En el mes de julio es lanzado el tercer video de La Fábrica: Don´t give up.
Para el mes de octubre la banda es invitada a participar en el concierto "Kronos - El Tributo" junto a 7 bandas en el teatro Jorge Isaacs de la ciudad de Cali.
El 17 de noviembre La Fábrica se presenta en el Palacio de los Deportes de la ciudad de Bogotá como Supporting act del concierto de Björk en su gira Volta por Colombia.

## Integrantes
- Pin: Voz principal www.myspace.com/pincland
- polit: Bajo www.myspace.com/politland
- JP: Guitarra, programación y voces www.jpcarrascal.com
- JanKebo: Teclados www.myspace.com/jankebo

## Producciones
- Approach to (formato EP) (2000)
- Close to (formato EP) (2001)
- Moon (formato EP) (2001)
- Se busca (compilado) (2002)
- Enjoy the Umbra (formato LP) (2002)
- Enjoy the Umbra (formato video) (2004)
- Queen of Wonderland (formato EP) (2006)
- Don't give up (Maxisencillo) (2008)